# Apamea conciliata
Apamea conciliata är en fjärilsart som beskrevs av Butler 1878. Apamea conciliata ingår i släktet Apamea och familjen nattflyn. Inga underarter finns listade i Catalogue of Life.